# Gatuzières
Gatuzières är en kommun i departementet Lozère i regionen Occitanien i södra Frankrike. Kommunen ligger i kantonen Meyrueis som tillhör arrondissementet Florac. År 2022 hade Gatuzières 52 invånare.

## Befolkningsutveckling
Antalet invånare i kommunen Gatuzières
| Referens: INSEE |